# Kościół Trynitarzy w Bratysławie
Kościół Trynitarzy (oficjalnie Kościół św. Jana z Mathy i Feliksa z Valois, słow. Kostol trinitárov, Trinitársky kostol, Trojičný kostol, Kostol svätého Jána z Mathy a svätého Felixa z Valois, węg. Szent Háromságtemplom, Mathai Szent János és Valois Félix templom) – katolicka świątynia znajdująca się w bratysławskiej dzielnicy Stare Miasto, przy placu Župné námestie.
Kościół powstał w miejscu starszego kościoła św. Michała, który zburzono w 1529 r. podczas najazdów tureckich (aby mieszkańcy miasta mogli lepiej widzieć okolicę). Wzniesiony w stylu barokowym przez zakon Trynitarzy w latach 1717–1727 (prace we wnętrzu świątyni trwały do początku XVIII wieku). Wzorowano się częściowo na wiedeńskim kościele św. Piotra, a architektami byli Franz Jangl oraz Johann Lucas von Hildebrandt.

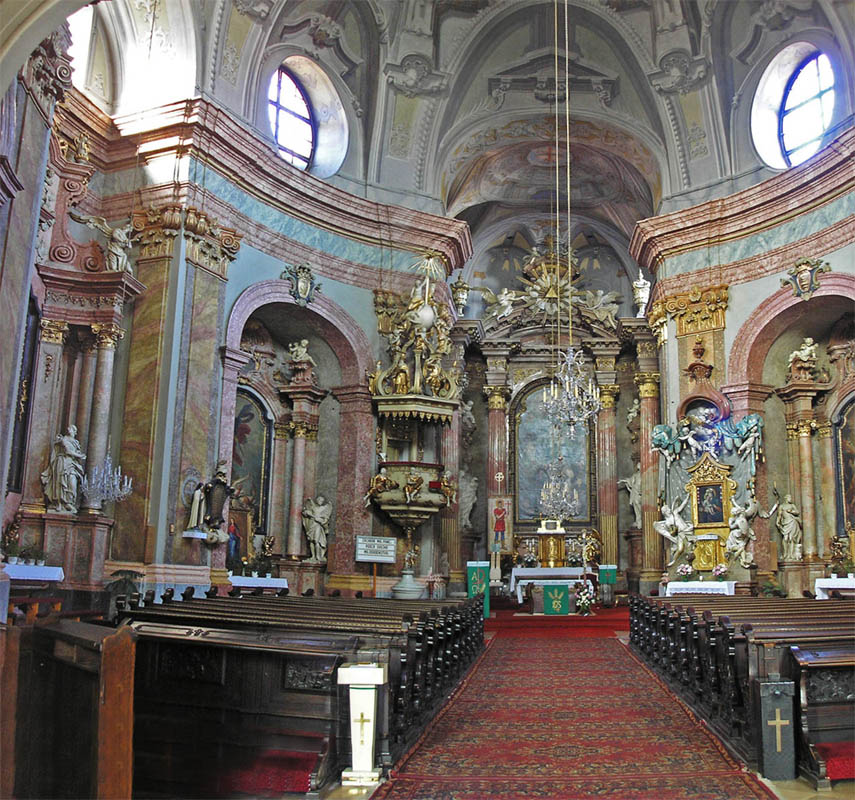
Wnętrze kościoła

W środku szczególnie cenne są freski iluzjonistyczne na sklepieniu prezbiterium oraz w kopule – dzieło pochodzącego z Włoch Galii da Bibieny. Główny ołtarz wykonał A. G. Bussi, a jego centralną częścią jest obraz autorstwa Franza Xavera Palka z 1745 r. Po bokach ołtarza znajdują się rzeźby św. Agnieszki i św. Katarzyny, których autorem miałby być bawarski rzeźbiarz Johann Baptist Straub.
Do kościoła przylegał dawny budynek zakonny, który po kasacji przez cesarza Józefa II w 1782 r. pełnił funkcje rządowe, jednak obiekt z biegiem czasu coraz bardziej niszczał. Wreszcie w 1844 r. wybudowano w tym miejscu nowy budynek, siedzibę władz komitatu bratysławskiego (Pozsony vármegye, Komitat Pressburg, Prešpurský komitát). W Sali Wielkiej koncertował m.in. Ferenc Liszt oraz Johannes Brahms. Od 1939 r. w budynku mieścił się słowacki parlament (Slovenská národná rada), przeniesiony w 1994 r. do nowych budynków obok bratysławskiego zamku. Tam też ogłoszono dwie deklaracje niepodległości Słowacji – w 1939 r. przez księdza Tiso oraz w 1992 r.
W latach 2003–2009 kościół Trynitarzy był katedrą ordynariatu polowego (Vojenský rímskokatolícky ordinariát).